# 須田哲夫
須田 哲夫（すだ てつお、1948年1月16日 - ）は、日本のフリーアナウンサー。元フジテレビアナウンサーであり、報道局解説委員。クローバーカンパニー所属。

## 来歴
東京都品川区の出身で、実父は警察署長を歴任。児童劇団所属の子役俳優として活動していた小学4年時から2年間にわたって、『はてな劇場』（NHK総合テレビからの生放送による教養番組）で「はてなのおねえさん」（演：黒柳徹子）の弟役を演じた。劇団での先輩に、毒蝮三太夫がいる。
小学校からの卒業を機に子役としての活動を終えると、東京都立雪谷高等学校から慶應義塾大学法学部へ進学。大学卒業後の1971年4月1日付で、フジテレビにアナウンサーとして入社した。同期のアナウンサーは大川和彦、石毛恭子、岩崎真純、三上彩子で、アナウンサー以外の同期局員に沢雄二（前公明党参議院議員）や豊田皓（同社元社長・副会長）がいる。
フジテレビへの入社後は、『3時のあなた』のアシスタントを皮切りに、報道・情報・バラエティ番組を幅広く担当した。1995年4月から1999年9月までニューヨーク支局へ赴任した後に、アナウンス室部長→アナウンス室専任部長→ゼネラルアナウンサーを経て、2007年から役員待遇エグゼクティブアナウンサーに昇進。定年を2年延長した後に、契約期間を満了した2010年2月以降も、同局との嘱託契約でアナウンサー業務を続けていた。
2011年4月からは、フジテレビ報道局の解説委員を兼務。現役のアナウンサーとしてはフジテレビに最も長く在籍していたが、2019年3月31日付で嘱託契約を終了したことを機に、48年間勤めた同局を退職した。退職後は、フリーアナウンサーとしてクローバーカンパニーに所属している。
特技は、ゴルフ、水泳、蕎麦打ち。フジテレビのアナウンサー・解説委員時代に出演していた『新報道2001』の終了（2018年4月1日）を機に、趣味にも精を出すことをSNSで明言している。
『3時のあなた』で森光子と共演した縁もあり、一般財団法人森光子芸能文化振興財団（代表理事はアナウンス室の先輩である野間脩平）の評議員も務めている。

## エピソード
- 引っ込み思案を克服すべく、東京都品川区立三木小学校の1年時に、地元の知人からの勧めで児童劇団に入団。同校を卒業するまで6年間在籍した。三木小学校では「劇団の活動との兼ね合いで早退や欠席が多かった」とのことだが、フジテレビへ入社してからも、在校生向けの特別授業やPTA向けの講演会を定期的に開いている[1]。
- フジテレビのアナウンサー時代には、報道番組やワイドショーに長く携わっていた関係で、ホテルニュージャパン火災・日本航空350便墜落事故（『3時のあなた』月・火曜アシスタント時代の1982年2月に発生）や日本航空123便墜落事故（『おはよう!ナイスデイ』共同司会時代の1985年8月12日に発生）など、数々の大事件・大事故の現場を取材している[6]。このような経験から、48年間にわたって勤務してきたフジテレビを退職する際には、「テレビの原点はライブ（生放送）で、そこには醍醐味がある一方で、必ず批判が出る。もっとも、批判を受けるのはメディアが生きている証拠で、『やり過ぎ』ぐらいがちょうどいいと思う。『批判をどう受け止めるのか』ということ（が大事）」と語っている[6]。もっとも、『おはよう!ナイスデイ』で携わったロス疑惑報道では、疑惑を掛けられた三浦和義を批判する旨の報道や発言を続けたところ、当の三浦から名指しで非難された。
- アナウンサーとして取材やインタビューに臨む際には、相手の人格を尊重しながら、「相手を知ろう」という謙虚な姿勢で話を聞くことをフジテレビ時代から心掛けている。『新報道2001』などの討論番組で司会を務めた際にも、相手の言い分を真っ向から否定することを戒めていたという[1]。このような姿勢から、関係者には「フジテレビの良心」と呼ばれていた[6]。
- 臓器売買で知られた「サラ金王」の杉山治夫をミッキー安川と共に取材した時には、杉山から「金が欲しいのか!金が欲しいのだろ!」との罵声とともに札束を投げ付けられながらも、動じることなく杉山の言い分を聞き続けた。この時の取材映像は、須田がフジテレビを退職してからも、同局の報道の歴史を振り返る特別番組で繰り返し放送されている。また、「スパルタ教育」が物議を醸していた戸塚ヨットスクールへの体験入学を通じて、校長の戸塚宏に取材を挑んだこともあった。
- 1991年3月31日、翌日に開局を控えサービス放送中の岩手めんこいテレビで放送された開局記念特別番組「花のザ・めんこい祭」の司会をタレントの榊原郁恵とともに務めた。フジテレビ側からは他に木幡美子がヘリ中継で参加した。
- フジテレビを退職する時点での年齢は71歳で、同局のアナウンス室に在籍した現役のアナウンサーとしては歴代最高齢であった。ただし、ニューヨーク支局赴任中の4年間のみ、アナウンス室から報道局へ異動していた[6]。
  - 在職中の50代中盤までは、普通自動車運転免許を保有。実際に自家用車（マイカー）を運転していたが、視力や体調に問題がなかったにもかかわらず、アナウンス室専任部長への在任中に免許を自主的に返上した。アナウンサーや管理職としての立場を考慮したことに加えて、「加齢の影響で目が疲れやすくなったことや、身近な人が自動車を運転中に交通事故を起こしたことで運転が怖くなった」とのことである。フジテレビでは（アナウンサーを含めた）局員にマイカー通勤を推奨していないが、当時の須田には部下のアナウンサーにマイカー通勤を禁止させるだけの権限がなかったことから、部下の前で「今後は自分で一切運転しない」とあえて公言。その結果、運転免許を保有していたアナウンサーの一部が須田に追随したという。

## フジテレビ退職後の主な出演番組
- 情報ライブ ミヤネ屋 (読売テレビ) ※2019年5月9日放送からフリー転身後、初出演。
- くりぃむクイズ ミラクル9 (テレビ朝日) ※2019年8月28日放送にフリー転身後、バラエティ初出演。
- 徹子の部屋 (テレビ朝日) ※2021年2月25日放送にゲスト出演。「フリーに転身してから一番出たかった番組」とのことで、「（黒柳）徹子」と旧交を温めながら、子役俳優時代などの秘話を披露した[7]。

## フジテレビ時代の出演番組
報道・情報番組
| 期間                               | 期間                               | 番組名                   | 役職                       | 担当日     |
| ---------------------------------- | ---------------------------------- | ------------------------ | -------------------------- | ---------- |
| 1971年10月4日 および 1974年5月6日  | 1973年5月7日 および 1982年3月29日  | 3時のあなた              | 司会                       | 月・火曜日 |
| 1982年4月1日                       | 1987年3月27日                      | おはよう!ナイスデイ      | 司会                       | 平日       |
| 1987年3月30日                      | 1988年3月31日                      | 美味しんぼ倶楽部         | ニュースコーナーキャスター | 平日       |
| 1987年4月1日                       | 1987年9月30日                      | FNNニュースレポート11:30 | キャスター                 | 平日       |
| 1987年10月1日                      | 1988年3月31日                      | FNNスピーク              | キャスター                 | 平日       |
| 1988年4月4日                       | 1993年9月30日                      | タイム3                  | 司会                       | 平日       |
| 1990年4月15日 および 1990年12月9日 | 1990年6月24日 および 1991年1月13日 | 日曜TOP情報              | 小川宏の代役               | 日曜日     |
| 1993年10月1日                      | 1994年9月30日                      | タイムアングル           | 司会                       | 平日       |
| 1994年10月3日                      | 1995年3月31日                      | FNNニュース2:00          | シフト勤務キャスター       | （交替制） |
| 1995年4月3日                       | 1999年9月30日                      | めざましテレビ           | ニューヨークレポーター     | 平日       |
| 2000年4月3日                       | 2008年9月26日                      | FNNスーパーニュース      | キャスター                 | 平日       |
| 2008年9月29日                      | 2011年3月22日                      | FNNスーパーニュース      | キャスター                 | 月・火曜日 |
| 2008年10月5日                      | 2018年4月1日                       | 新報道2001               | 司会                       | 日曜日     |

バラエティ・特別番組
- ウッチャンナンチャンのやるならやらねば!!
- ビートたけしのつくり方（1993年10月14日 - 1994年3月17日）- バラエティーコーナー
- クイズ!超選択（1992年4月15日 - 9月23日） - 司会
- 平成教育委員会（1993年） - 代理学級委員長
- おめでとう郷ひろみ・二谷友里恵結婚披露宴（1987年6月12日） - 放送進行司会
- FNSスーパースペシャル1億人のテレビ夢列島（1990年） - 河野景子と共に第4代総合司会
- 27時間テレビ みんなのうた（2002年・2003年） - 新人アナ披露の立会人
- FNS ALLSTARS あっつい25時間テレビ やっぱ楽しくなければテレビじゃないもん!（2005年） - キャスター
- FNS27時間テレビ みんな なまか だっ! ウッキー!ハッピー!西遊記! - 参議院選挙中継
- 松本清張生誕100年記念作品・駅路（2009年4月11日）
- 金曜プレミアム・緊急スペシャル 教祖麻原ら7人死刑執行 日本が震えたオウム事件の〝真実〟（2018年7月6日） - 司会

## 著書
- 『とっておきのニューヨーク―もうひとつの素顔が見えてくる』（光文社、1998.7）